# Чишки (Чечня)
Чишки (рос. Чишки) — село у Шатойському районі Чечні Російської Федерації.
Населення становить 1186 осіб. Входить до складу муніципального утворення Чишкинське сільське поселення.

## Історія
Згідно із законом від 20 лютого 2009 року органом місцевого самоврядування є Чишкинське сільське поселення.

## Населення
| 1990 | 2002 | 2010  |
| ---- | ---- | ----- |
| 1153 | ↘980 | ↗1186 |